# 杨宝玲 (全国人大代表)
杨宝玲（1957年1月—），女，汉族，山东临清人，中华人民共和国政治人物，中国共产党党员，第十三届全国人民代表大会天津市代表。

## 生平
2018年，杨宝玲被选为天津市出席第十三届全国人民代表大会代表。